# Ходи
Хо́ди (чеськ. Chodové «ходаки, відхожі (люди)») — невеликий субетнос чехів на порубіжжі Чехії та Німеччини.

Етнічний прапор ходів

Історично ходами були жителі Західної Богемії, частково польської Сілезії, які «відходили» у порубіжні райони Богемії з Баварією для захисту чеських земель від зазіхань баварських герцогів. Як захисники границі ходи були прямими служниками чеського короля і користувалися певними привілеями. 
Саме такий правовий статус і життя у порубіжжі визначив деякі особливості побуту, культури і мови (особлива говірка) ходів, відрізняв їх від решти місцевого населення. Серед ходів було багато заколотників і учасників народних повстань, як проти іноземних зазіхань, так і свавілля чеської шляхти. Відомий ход — ватажок повстанців у XVII столітті Ян Сладкий Козина (чеськ. Jan Sladký Kozina). 
У сучасній Чехії ходи проживають у містечку Домажлиці (чеськ. Domažlice) та його околицях, що складають етнографічний край Ходщину (чеськ. Chodsko). Вони й сьогодні розмовляють окремим говором чеської мови, мають свою самоідентичність, деякі особливості у побуті та культурі, зокрема, свій особливий фольклор (народні перекази та пісні про оборону кордонів), деякі специфічні музичні інструменти тощо. 
Культура ходів вплинула на творчість відомих чеських письменників Алоїза Ірасека та Божени Нємцової.